# Kingfisher Airlines
Pour les articles homonymes, voir Kingfisher.
 (avril 2021).
Kingfisher Airlines (code AITA : IT ; code OACI : KFR) était une compagnie aérienne indienne dirigée par Vijay Mallya dont le nom dérive de la bière Kingfisher et dont le 1er vol eut lieu le 9 mai 2005. Elle a cessé ses opérations le 1er octobre 2012.

## Historique

### Création et expansion
Kingfisher Airlines est créée en 2003. Elle est détenue par United Breweries Group. La compagnie aérienne commence son exploitation commerciale le 9 mai 2005 avec une flotte de quatre Airbus A320-200 neufs opérant entre Mumbai et Delhi.
Kingfisher Airlines est surtout connue aujourd'hui pour sa commande effectuée au salon du Bourget 2005 à Airbus, en achetant 5 A380, 5 A350 mais aussi 5 A330-200, le tout pour une valeur de trois milliards de dollars. Le 24 avril 2006, elle a commandé 5 A340-500 HGW destinés à desservir les États-Unis. Kingfisher Airlines, dont la société-mère est le brasseur United Breweries Group, confirme ainsi qu’elle est l’un des clients majeurs d’Airbus. C'est aussi un des clients majeurs d'ATR depuis qu'elle a commandé ferme 20 ATR-72-500 (livrés entre mars 2006 et août 2008) lors du salon aéronautique de Dubaï (novembre 2005). Ces ATR sont équipés d'écrans vidéo individuels.
En avril 2008, la compagnie a fusionné avec Air Deccan, une autre compagnie aérienne indienne, récupérant ainsi les avions exploités et commandés par celle-ci.
La compagnie est alors la numéro deux indienne.

### Déclin et cessation d'activité
Depuis début 2012, la compagnie est très lourdement touchée par la crise financière et est au bord de la faillite. Les vols internationaux sont suspendus en avril 2012. Une grande partie de la flotte est reprise par les bailleurs et le personnel se met en grève car il n'est plus payé depuis le début de l'année. La compagnie est rétrogradée à la 6e place avec à peine 3 % des parts de marché à la suite de la réduction de ses vols et de sa flotte à seulement sept appareils contre 77 auparavant.
Depuis le 1er octobre 2012, plus aucun vol n'a été effectué par la compagnie dont tous les appareils sont cloués au sol à la suite d'une grève totale du personnel. Le gouvernement indien a refusé le 17 octobre le plan d'hiver (haute saison en Inde) de la compagnie demandant 550 créneaux (= vols) hebdomadaires (contre 2 930 réalisés chaque semaine l'année précédente) et envisage la suspension de la licence de Kingfisher Airlines.
Le 12 octobre 2012, alors que la compagnie accuse une dette estimée à deux milliards d'euros, un mandat d'arrêt est émis contre le patron Vijay Mallya et quatre responsables de Kingfisher Airlines, en raison de chèques sans provision émis par la compagnie.
Le 20 octobre 2012, la Direction générale de l’aviation civile indienne retire sa licence de vol à Kingfisher Airlines. La compagnie ne retrouvera sa licence de vol que si elle présente un second plan de sauvetage viable (pour le 31 décembre, le premier ayant été refusé), prévient alors l’autorité de l’aviation civile indienne et ce pas avant le 31 décembre 2012.
Le 3 février 2012, sa participation à l'alliance Oneworld est suspendue,.

## Liaisons
Avant la cessation de ses activités, Kingfisher Airlines n'effectuait que des liaisons entre ces villes :

### Asie
Bangladesh
- Dhaka - Aéroport international Shah Jalal

Inde
- Îles Andaman-et-Nicobar
  - Port Blair - Aéroport international de Veer Savarkar
- Andhra Pradesh
  - Hyderabad - Aéroport international d'Hyderabad
  - Rajahmundry - Aéroport de Rajahmundry (en)
  - Tirupati - Aéroport de Tirupati
  - Vijayawada - Aéroport de Vijayawada
  - Visakhapatnam - Aéroport de Visakhapatnam
- Assam
  - Agartala - Aéroport de Singerbhil
  - Dibrugarh - Aéroport de Mohanbari
  - Guwahati - Aéroport international Lokpriya Gopinath Bordoloi
  - Jorhat - Aéroport de Jorhat (en)
  - Lakhimpur Nord - Aéroport de Lilabari (en)
  - Silchar - Aéroport de Silchar
- Bihar
  - Patna - Aéroport de Jayaprakash
- Chandigarh
  - Aéroport de Chandigarh
- Chhattisgarh
  - Raipur - Aéroport de Mana
- Delhi
  - Aéroport international Indira Gandhi Hub
- Goa
  - Vasco da Gama - Aéroport international de Goa
- Gujarat
  - Ahmedabad - Aéroport international Sardar Vallabhbhai Patel
  - Bhavnagar - Aéroport de Bhavnagar (en)
  - Bhuj - Aéroport de Rudra Mata (en)
  - Kandla - Aéroport de Kandla (en)
  - Vadodara - Aéroport de Harni
- Himachal Pradesh
  - Dharamsala - Aéroport de Gaggal (en)
  - Kullu - Aéroport de Bhuntar (en)
  - Simla - Aéroport de Simla (en)
- Jammu and Kashmir
  - Jammu - Aéroport de Jammu
  - Leh - Aéroport Kushok-Bakula-Rimpoché
  - Srinagar - Aéroport de Srinagar
- Jharkhand
  - Jamshedpur - Aéroport de Sonari (en)
  - Ranchi - Aéroport international de Birsa Munda
- Karnataka
  - Bangalore - Aéroport international Kempegowda Primary Hub
  - Belgaum - Belgaum
  - Hubli (en) - Aéroport de Hubli
  - Mangalore - Aéroport international de Mangalore
- Kerala
  - Calicut - Aéroport international de Calicut
  - Cochin - Aéroport international de Cochin
  - Trivandrum - Aéroport international de Trivandrum
- Lakshadweep
  - Agatti (en) - Aérodrome d'Agatti (en)
- Madhya Pradesh
  - Indore - Aéroport Devi Ahilyabai Holkar
  - Jabalpur - Aéroport de Jabalpur (en)
- Maharashtra
  - Aurangabad - Aéroport d'Aurangabad
  - Kolhapur - Aéroport de Kolhapur (en)
  - Latur - Aéroport de Latur (en)
  - Mumbai - Aéroport international Chhatrapati-Shivaji Hub
  - Nagpur - Aéroport international Dr. Babasaheb Ambedkar de Nagpur
  - Nanded - Aéroport de Nanded
  - Nasik - Aéroport de Gandhinagar (en)
  - Pune - Aéroport de Pune
  - Solapur - Aéroport de Solapur (en)
- Manipur
  - Imphāl - Aéroport d'Imphāl
- Mizoram
  - Aizawl - Aéroport d'Aizawl
- Nagaland
  - Dimapur - Aéroport de Dimapur
- Orissa
  - Bhubaneswar - Aéroport Biju Patnaik
- Penjab
  - Amritsar - Aéroport international de Raja Sansi
- Rajasthan
  - Jaipur - Aéroport de Jaipur
  - Jodhpur - Aéroport de Jodhpur
  - Udaipur - Aéroport de Maharana Pratap
- Tamil Nadu
  - Chennai - Aéroport international de Chennai
  - Coimbatore - Aéroport international de Coimbatore
  - Madurai - Aéroport de Madurai
  - Tiruchirapalli - Aéroport international de Trichy
  - Tuticorin - Aéroport de Tuticorin (en)
- Uttarakhand
  - Dehradun - Aéroport de Dehradun
- Uttar Pradesh
  - Lucknow - Aéroport d'Amausi
  - Varanasi - Aéroport de Lal Bahadur Shastri
- Bengale Occidental
  - Kolkata - Aéroport international Netaji-Subhash-Chandra-Bose Hub
  - Siliguri - Aéroport de Bagdogra

Sri Lanka
- Colombo - Aéroport international Bandaranaike

Émirats arabes unis
- Dubaï - Aéroport international de Dubaï

### Europe
Royaume-Uni
- Londres - Aéroport de Londres-Heathrow

## Galerie

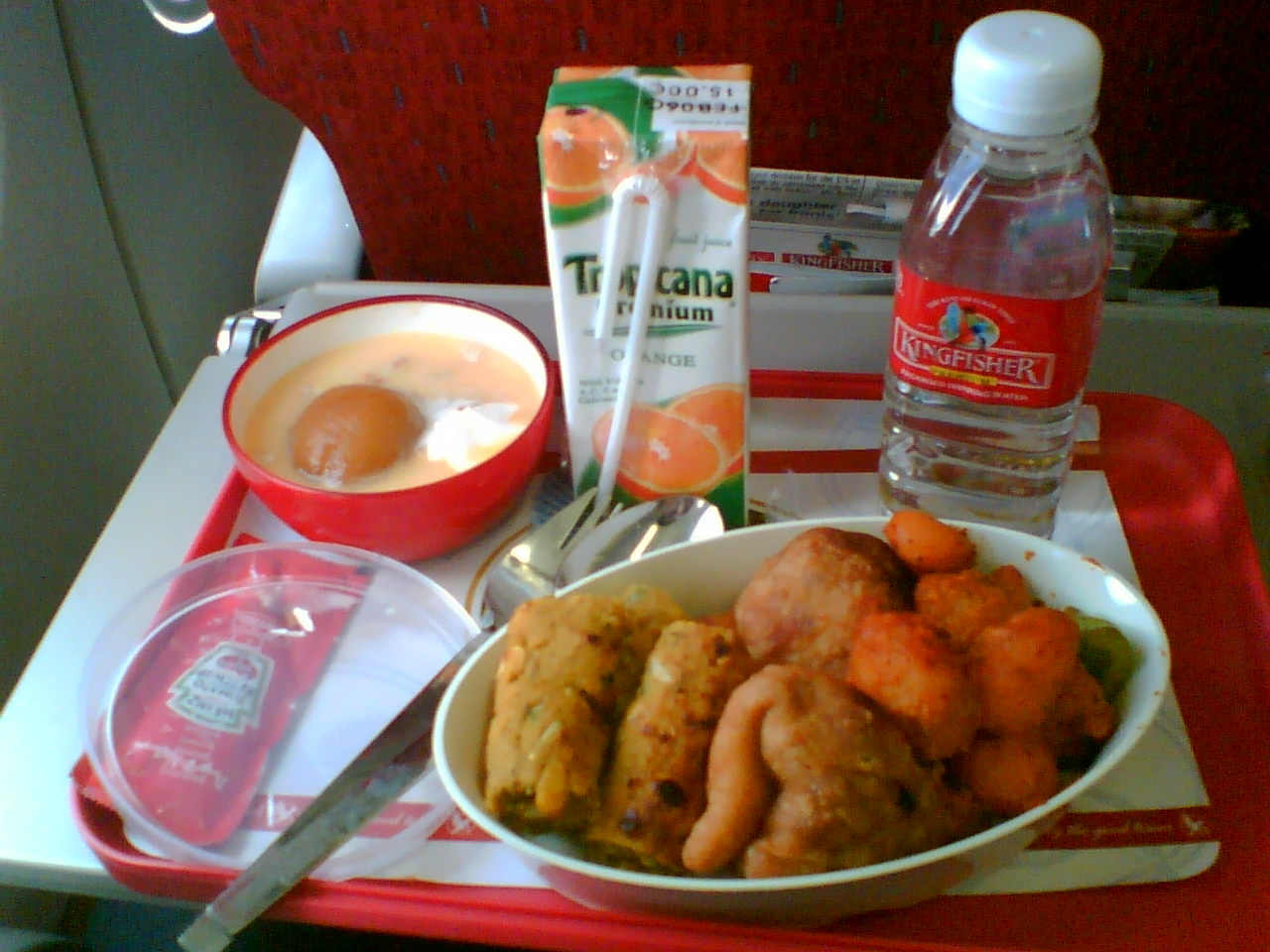
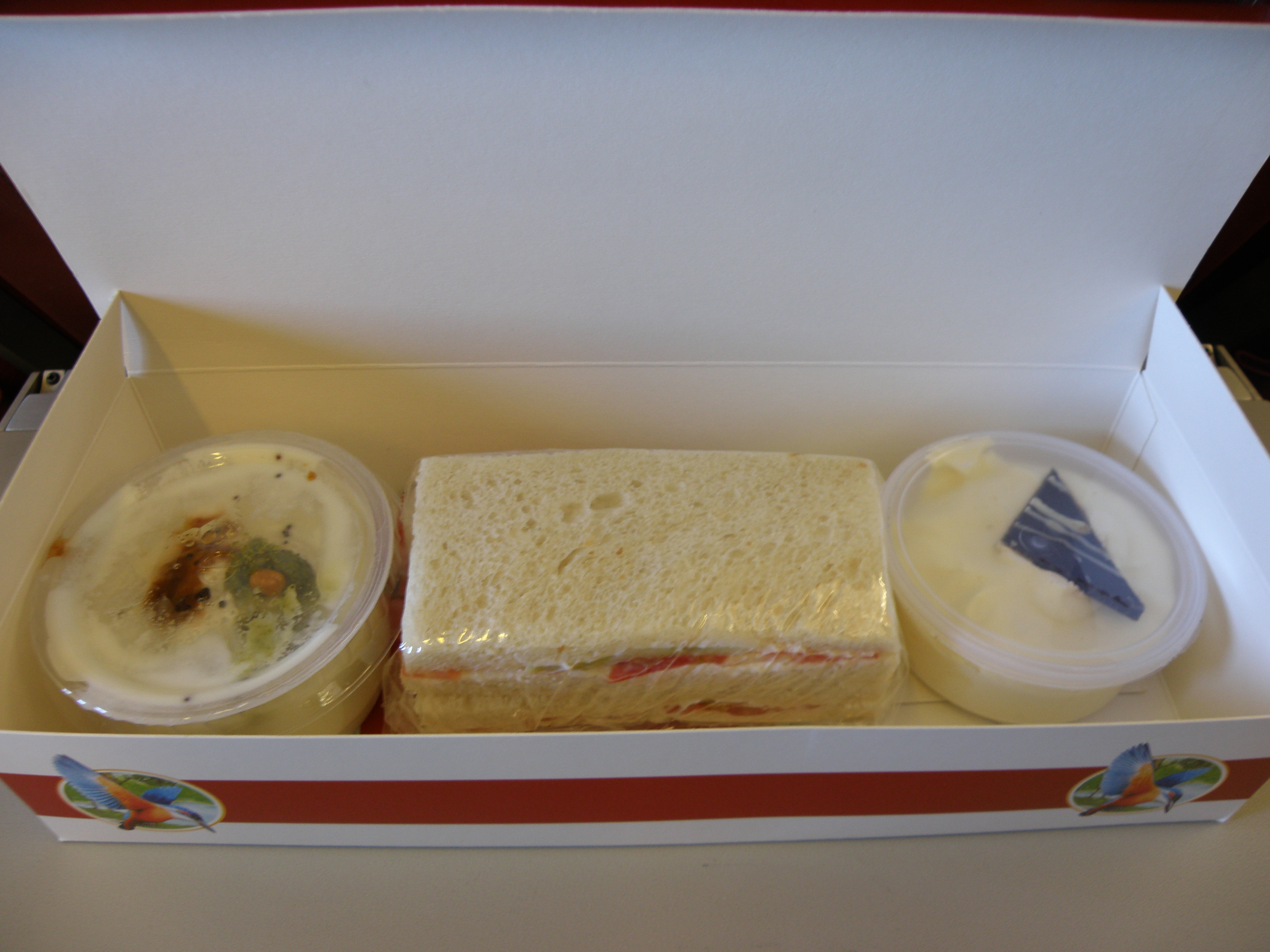
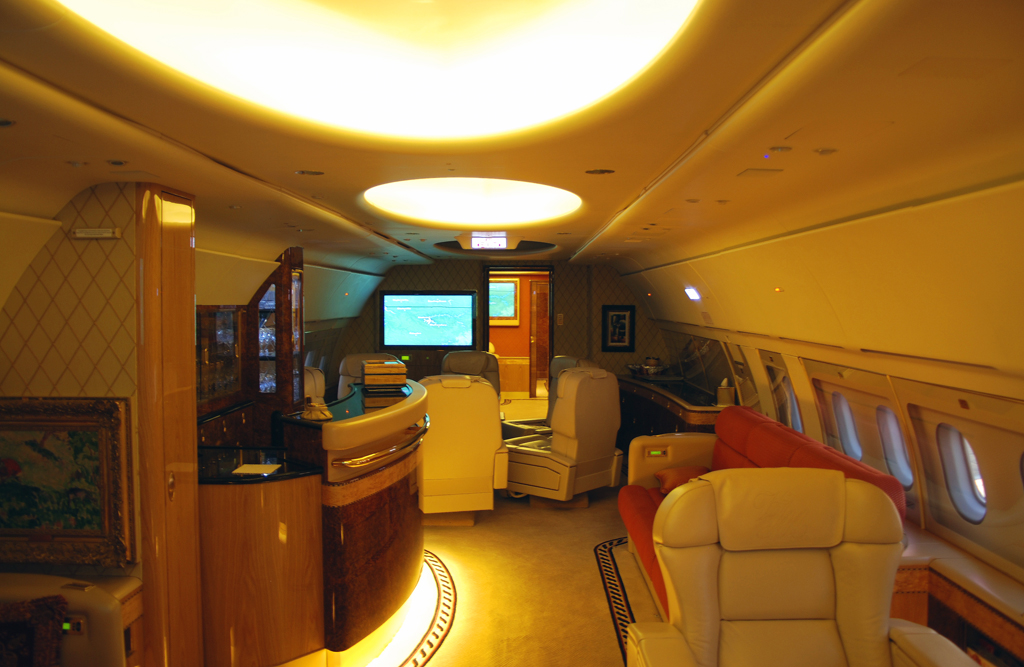

## Flotte

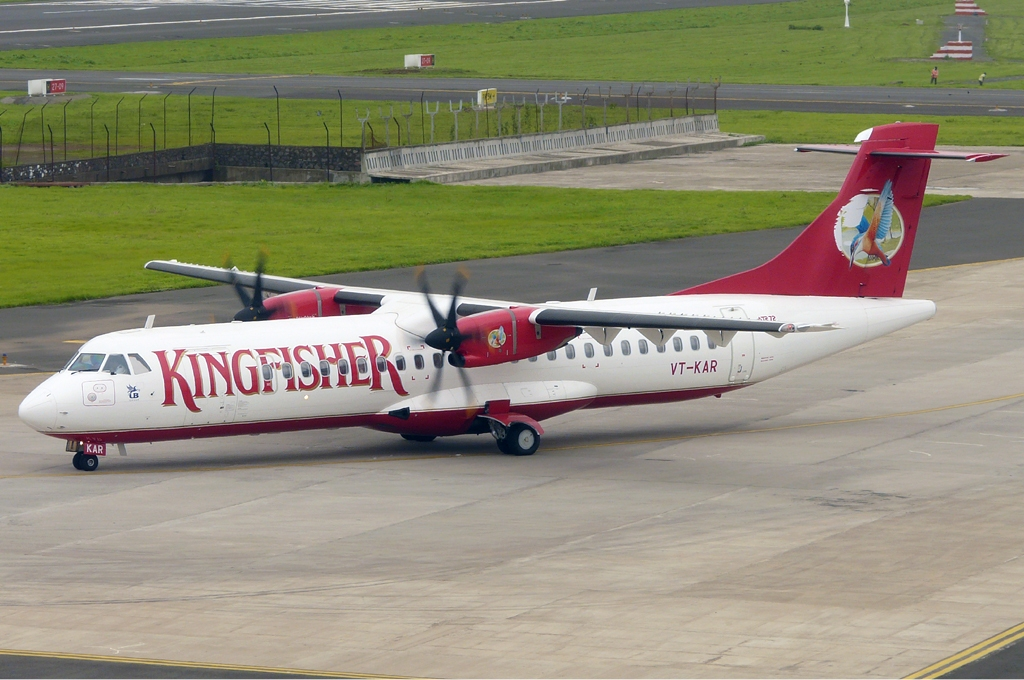
ATR 72-500 de Kingfisher Airlines.

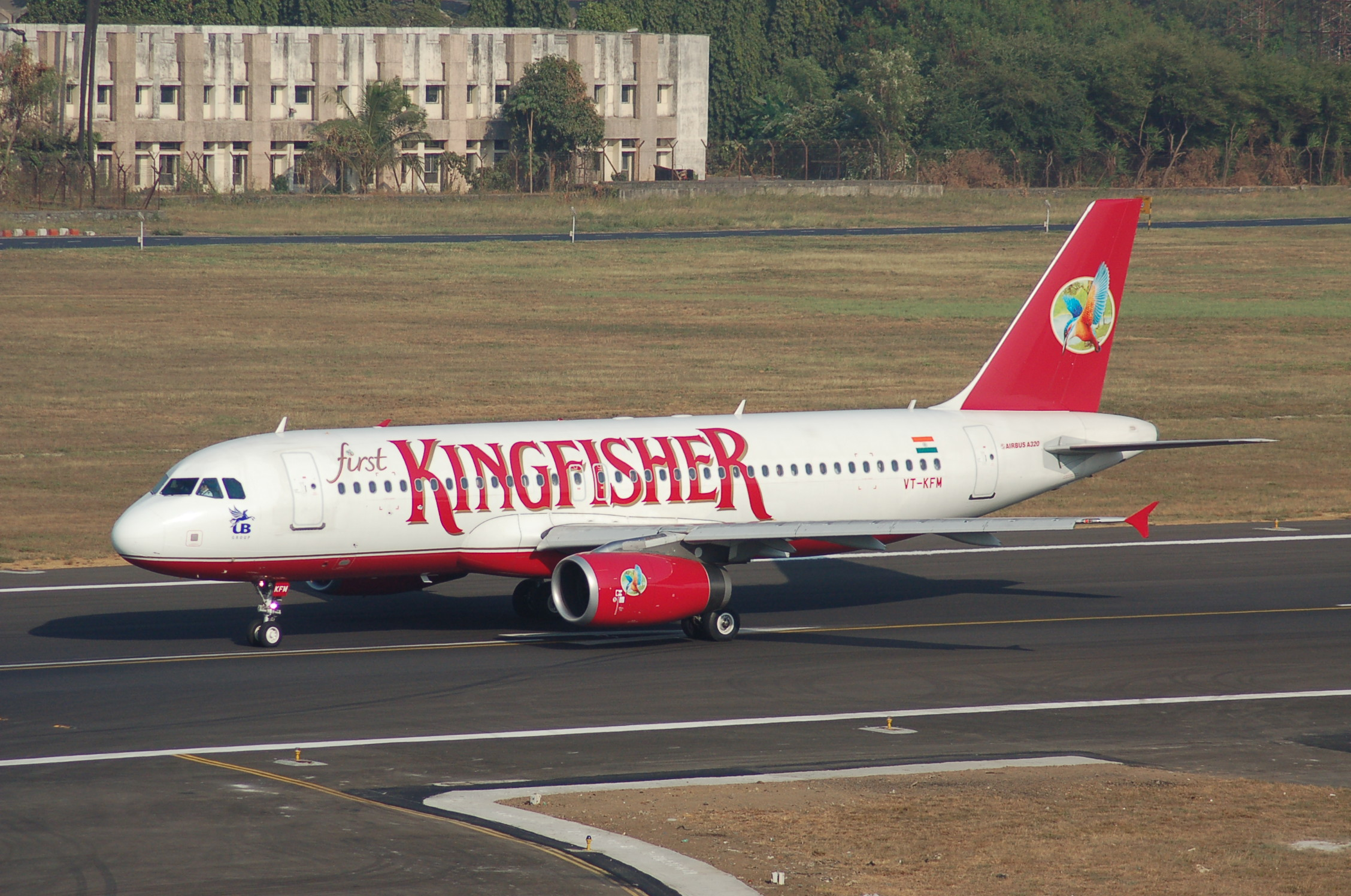
Airbus A320-200.

La flotte de Kingfisher Airlines était exclusivement composée d'Airbus et d'ATR et devait le rester au vu des commandes passées.
Le 21 novembre 2005, Dr Vijay Mallya, Président de Kingfisher Airlines, a déclaré : « Lorsque vous aimez un produit, vous sortez en acheter davantage. ». Sur ces paroles, le PDG a continué ses achats auprès d'Airbus, au salon de Dubaï.

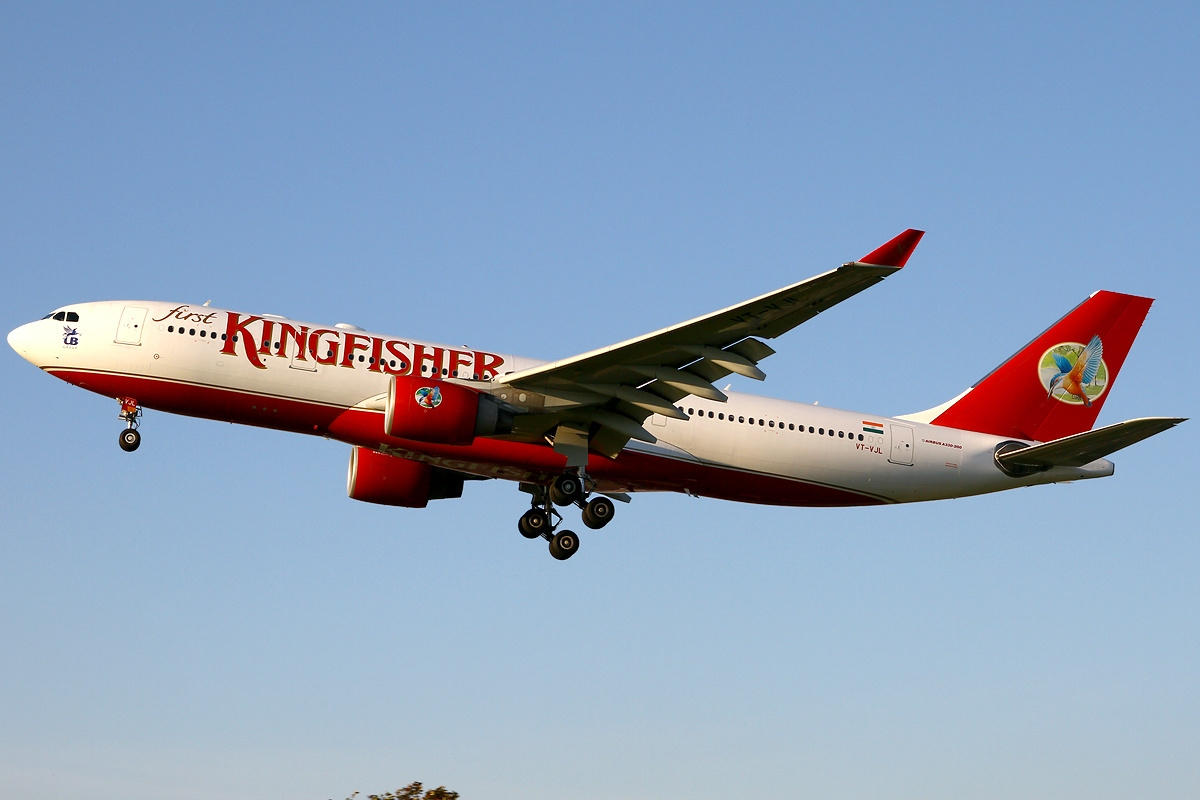
Airbus A330-200 de Kingfisher Airlines.

Données mises à jour en mars 2009 :
| Appareil        | En service | Commandes | Options | Passagers (Kingfisher First/Kingfisher Class) | Routes                      | Notes                                      |
| --------------- | ---------- | --------- | ------- | --------------------------------------------- | --------------------------- | ------------------------------------------ |
| ATR 42-500      | 6          | 0         | 0       | 48 (0/48)                                     | Régionales                  | 6 en location                              |
| ATR 72-500      | 27         | 40        | 20      | 66 (0/66) 72 (0/72)                           | Régionales, Colombo, Dhaka  |                                            |
| Airbus A319-100 | 3          | 0         | 0       | 144 (0/144)                                   | Court et moyen courrier     | 3 en location                              |
| Airbus A320-200 | 26         | 70        | 0       | 174 (0/174) 134 (20/114) 180 (0/180)          | Court et moyen courrier     | 12 en location Livraisons entre 2010-2012. |
| Airbus A321-200 | 8          | 1         | 0       | 199 (0/199) 151 (32/119)                      | Court et moyen courrier     | 2 en location.                             |
| Airbus A330-200 | 5          | 15        | 0       | 217 (30/187)                                  | Londres                     | Livraison entre 2010-2012.                 |
| Airbus A350-800 | 0          | 15        | 0       |                                               | Long courrier international | Livraisons annulées                        |
| Airbus A380-800 | 0          | 5         | 5       |                                               | Long courrier international | Livraisons annulées                        |